# Derangābād
Derangābād (persiska: درنگ آباد) är en ort i Iran.   Den ligger i provinsen Khorasan, i den nordöstra delen av landet, 700 km öster om huvudstaden Teheran. Derangābād ligger 1 178 meter över havet och antalet invånare är 232.
Terrängen runt Derangābād är platt åt sydväst, men åt nordost är den kuperad. Runt Derangābād är det ganska glesbefolkat, med 35 invånare per kvadratkilometer. Närmaste större samhälle är Gajvān, 10,1 km sydost om Derangābād. Omgivningarna runt Derangābād är i huvudsak ett öppet busklandskap.